# Sông Svir
Sông Svir  (tiếng Nga: Свирь река), một con sông chảy trong tỉnh Leningrad. Chiều dài của nó là 224 km, diện tích lưu vực 84,4 nghìn km². Nó chảy từ vịnh Svir của hồ Onega và đổ vào hồ Ladoga. Lưu lượng nước trung bình là khoảng 785 m³/s. Các sông nhánh chính là sông Oyat và sông Pasha đều ở phía tả ngạn và sông Vazhinka (hữu ngạn).
Sau khi Pyotr Đại Đế cho nối liền sông Svir với sông Neva bằng kênh đào Ladoga thì sông này trở thành một phần của tuyến đường thủy Volga-Baltic. Hiện tại trên sông này có 2 nhà máy thủy điện.
Sông này chảy ngang qua tu viện nam Chúa Ba Ngôi Aleksandr-Svirsky, đã từng được chính quyền Xô viết sử dụng làm trại cải tạo lao động Svirlag (một trong những gulag khét tiếng nhất). Khu vực xung quanh con sông này cũng là nơi diễn ra những trận chiến ác liệt trong giai đoạn 1941–1944.
Các thành thị chính ven bờ sông là Podporozhe (60°54′B 34°11′Đ / 60,9°B 34,183°Đ), Lodeinoye Pole (60°43′B 33°33′Đ / 60,717°B 33,55°Đ).